# العرافات الثلاث
العرافات الثلاث، يعرفن كذلك بـ «الأخوات السحريات» أو «الأخوات المتمردات»، هن شخصيات في مسرحية مكبث لوليام شكسبير. تتشابه العرافات الثلاث تشابهاً ملفتاً للنظر ومذهلاً مع شخصيات مويراي، وربما قصد أن تكون نسخة محرّفة عنها. تقود الساحرات في نهاية المسرحية التراجيدية مكبث إلى وفاته. يكمن أصل ظهورهن الأول في سجلات هولينشيد وتاريخ إنجلترا واسكتلندا وأيرلندا. ومن المصادر المحتملة الأخرى، بصرف النظر عن خيال شكسبير، الفولكلور البريطاني، حيث تظهر في الأطروحات المعاصرة: الشعوذة في عمل الملك جيمس السادس ملك اسكتلندا، وكذلك نورنس في الأساطير الإسكندنافية والميثولوجيا النوردية، والخرافات الكلاسيكية القديمة للأقدار وكذلك باركاي في الحضارة الرومانية القديمة.
بدأت إنتاجات مسرحية ماكبث المتعددة النسخ بدمج أجزاء من مسرحية توماس ميدلتون «الساحرة» حوالي عام 1618، أي بعد عامين من وفاة شكسبير. ويعتبر سحرة شكسبير- الواردين في مسرحية ماكبث- هم من الرسل الذين يحيون مكبث، في وقت مبكر من المسرحية، ويتوقعون صعوده إلى الملكية. وعند قتل الملك وتولي مكبث عرش اسكتلندا، يسمعهم ماكبث يتنبأون بشكل غامض بسقوطه في نهاية المطاف. وتعتبر الساحرات بـ كمائنهنّ القذرة، وأفعالهن الخارقة للطبيعة، صانعات جو كئيب ونغمة مشؤومة للمسرحية.
وصور الفنانون في القرن الثامن عشر، بما في ذلك هنري فوسيلي وويليام ريمر، السحرة بشكل مختلف، كما فعل العديد من المخرجين منذ ذلك الحين. البعض منها كان مبالغا فيه وضخم الأمر بشدة وبعضها مثيرا، البعض الآخر أيضاً منهم من تبنوا ثقافات مختلفة، كما هو الحال في أعمال أورسون ويلز التي ظهرت فيها الساحرات الثلاث كما في كاهنات الفودو. أظهرت بعض الأفلام المقتبسة السحرة في نظائر حديثة مثل هيبيز، أو تلميذات المدرسة من القوطيات. ويصل تأثير فكرة الساحرات إلى المجال الأدبي أيضًا، مثل سلسلة عالم القرص وسلسلة هاري بوتر.

## الأصل

### في مسرحية ماكبث

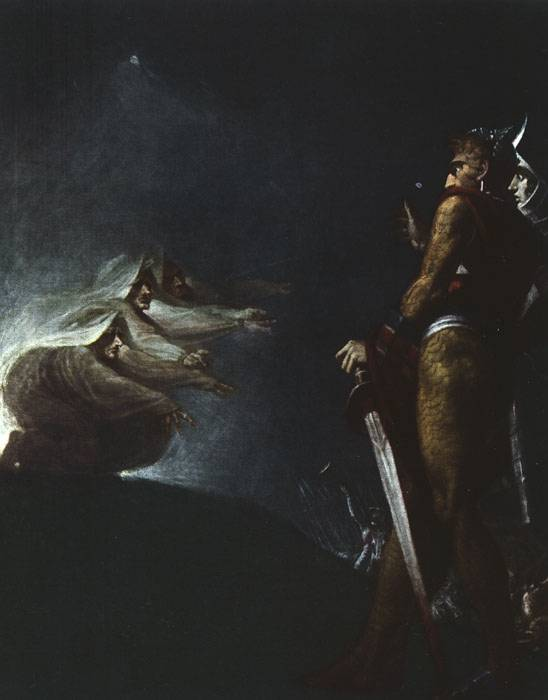
لوحة لقاء ماكبث وبانكو بالعرافات الثلاث لهنري فوسيلي

تلتقي العرافات الثلاث بماكبث وصديقه بانكو العائدين منتصرين من الحرب ويتنبأن لهما بثلاث نبوءات: فيخبرن ماكبث بأنه سينال لقب لورد كودور، وبأنه سيصبح ملكًا لاسكتلندا، ويخبرن بانكو بأنه سيكون أقل شأنًا من ماكبث إلا أن نسله سيصبحون ملوك اسكتلندا فيما بعد، وتتحقق نبوءات العرافات لمكبث إذ يمنحه الملك دونكان لقب لورد كودور عند عودته، وحين يصير ماكبث ملكًا لاسكتلندا بعد قتله للملك دونكان بإيعاذ من زوجته، وحين تطارده الهلاوس والكوابيس بسبب ما اقترفته يداه من قتل دون وجه حق؛ يذهب ماكبث للعرافات الثلاث مجددًا فينبئنه بأنه لن يموت على يد رجل ولدته امرأة، فيطمئن ماكبث لمصيره حيث أن كل الرجال تلدهم نساء، إلا أن نبوءة العرافات تتحقق في النهاية حين يُقتل ماكبث على يد الأمير مكدف أمير فايف الذي تحالف مع أبناء الملك دونكان انتقامًا من ماكبث الذي قتل زوجته وابنه، ونعرف بعد ذلك أن الأمير مكدف لم تلده أمه وإنما انتزع من بين أحشاءها بعد شق بطنها. 

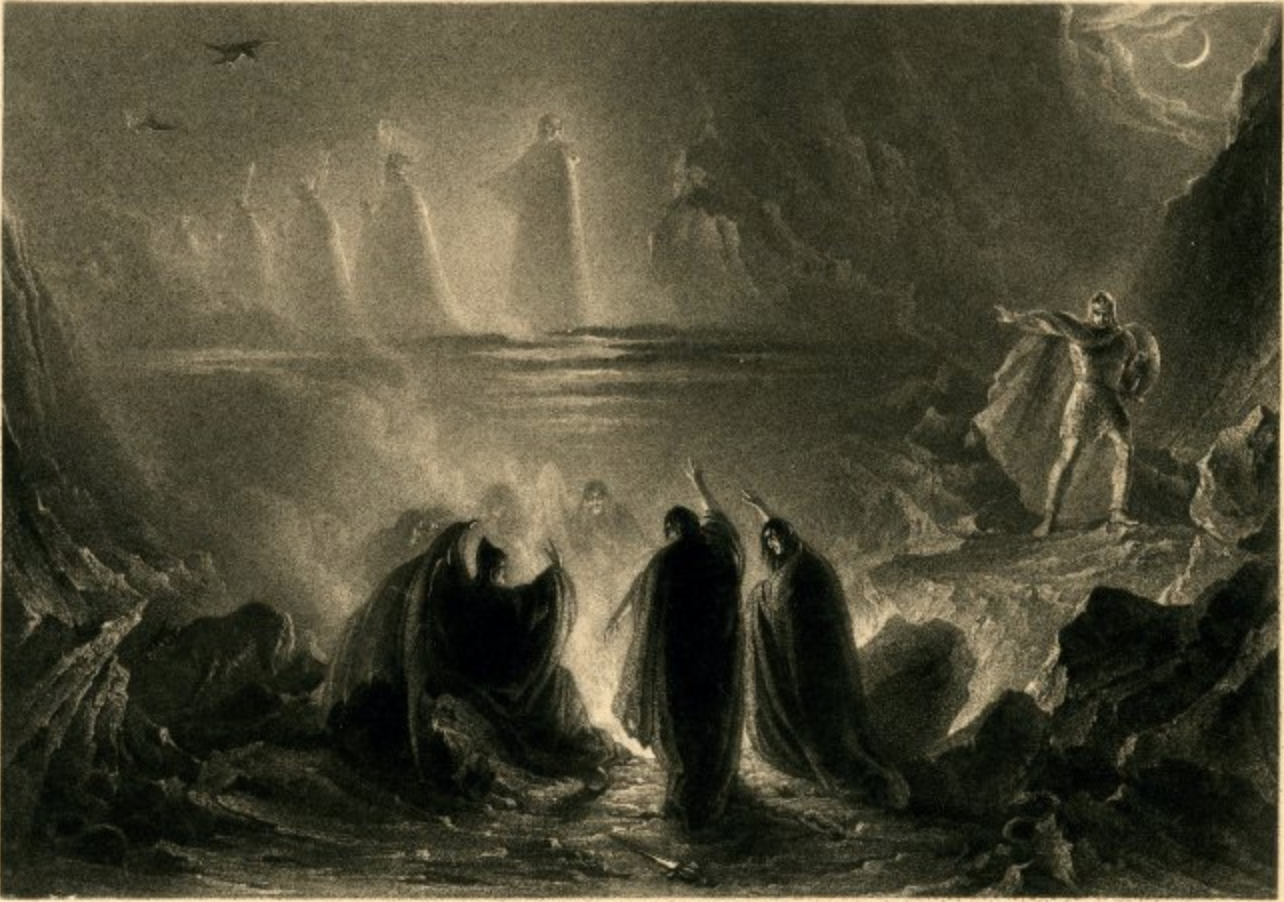
لوحة العرافات الثلاث من ماكبث، لجيمس هنري نيكسون، في المتحف البريطاني 1831

ظهرت العرافات الثلاث في ماكبث كجنيات، أو كسيدات مسنات لهن مظهر الساحرات، والمعنى المجازي أنهن كن آلهة القدر اللائي أنبأن ماكبث في المرتين بمصيره المحتوم الذي لا خلاص منه.

### في كتاب علم الشياطين
```
يرجح أن كتاب 
علم الشياطين
 الذي ألفه الملك 
جيمس الأول
 ملك اسكتلندا كان هو المصدر الذي استوحى منه 
وليم شكسبير
 عرافاته الثلاث. استعرض كتاب 
علم الشياطين
 الذي نشر في عام 1597 محاكمات ساحرات اسكتلندا التي جرت بالتزامن مع محاكمات الكنيسة للسحرة والمشعوذين في أجزاء عديدة من 
أوروبا
 في 
العصور الوسطى
.. حكى الكتاب عن ثلاث ساحرات اسكتلنديات اعترفن أثناء المحاكمة بممارستهن للسحر 
والشعوذة
، وأنهن استخدمن السحر لإثارة العاصفة في محاولة لإغراق القارب الذي كان الملك جيمس الأول على متنه مع ملكة اسكتلندا عائدين من 
الدنمارك
.
[
2
]
```

### في ملحمة نيال
ربما تأثر شكسبير أيضًا في الجزء الخاص بالعرافات الثلاث من مسرحيته ماكبث بإحدى قصائد الملحمة الاسكندينافية القديمة ساغا نيال، أو ملحمة نيال، التي تعود إلى القرن الثالث عشر، وتحكي في الفصل السابع والخمسين بعد المئة من الملحمة عن إثنتي عشرة من الساحرات اللاتي يجتمعن ويقمن باختيار من سيقتل في معركة كلونتارف (التي وقعت في عام 1014 بالقرب من مدينة دبلن).

## التحليل
كان العصر الذي عاش فيه شكسبير امتدادًا لمحاكم التفتيش التي بدأتها الكنيسة الكاثوليكية في أوروبا منذ القرن الحادي عشر، والتي تسببت في اضطهاد السحرة، وتمت بموجبها الكثير من المحاكمات والإعدامات بحق المتهمين بممارسة السحر والشعوذة والهرطقة. تمثل العرافات الثلاث في مسرحية ماكبث قوى الظلام والشر والصراع، والفوضى. فعلى الرغم من عدم تحريضهم المباشر لماكبث على قتل الملك، إلا أنهم استخدموا شكلًا خفيًا من أشكال الإغراء حين أخبروا ماكبث بأن قدره أن يكون ملكًا، فكان لنبوءتهم الأثر الأقوى في تحريك مجرى الأحداث إلى ما آلت إليه. 

## التأثير
تعال وانطلق، مسرحية قصيرة كتبها صامويل بيكيت عام 1965، تتذكر السحرة الثلاثة. تضم المسرحية ثلاث شخصيات فقط، جميعهم من النساء، والعبارة الافتتاحية هي «متى التقينا الثلاثة آخر مرة؟»  وتشير إلى «متى نلتقي نحن الثلاثة مرة أخرى؟» من مكبث المشهد 1. والساحرة الثالث، رواية كتبه ريبيكا رايزيرت في عام 2001، يحكي قصة المسرحية من خلال عيون طفلة صغيرة اسمها جيلي. وتسعى جيلي لقتل مكبث انتقاما لقتله والدها.
وقد ذكرت ج. ك. رولينغ الساحرات الثلاث في سلسلة هاري بوتر. في مقابلة لهان عندما سُئلت، "ماذا لو لم يسمع [فولدمورت] النبوة مطلقًا؟"، قالت "إنها فكرة" مكبث ". أنا أعشق" ماكبث "تمامًا. ربما تكون مسرحية شكسبير المفضلة لدي. بشكل أكثر مرحًا، ابتكرت رولينج أيضًا فرقة موسيقية شهيرة في عالم السحرة تسمى الاخوات الغربية والتي ظهرت في العديد من الكتب في السلسلة بالإضافة إلى فيلم مقتبس عن هاري بوتر وكأس النار.

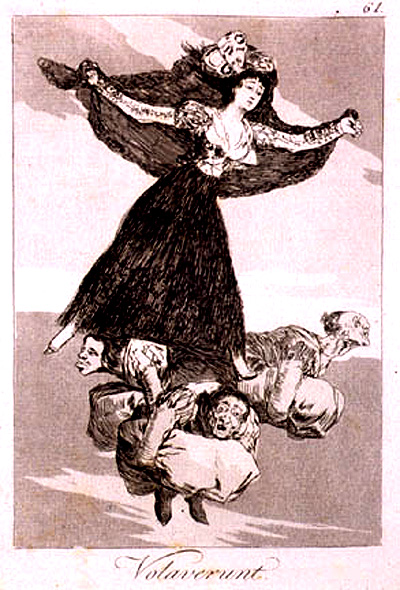
لوحة فلافيرونت لفرانسيسكو غويا وتظهر فيها ثلاث كائنات سحرية تحمل امرأة وتجعلها تطير

 كتب الأديب الإنجليزي هوراس والبول في عام 1742 محاكاة ساخرة لمسرحية ماكبث بعنوان الساحرات العزيزاتء تعليقًا على الأوضاع السياسية في عصره. تمثل الساحرات في مسرحيته ثلاث نساء عاديات يتلاعبن في مجريات الأحداث السياسية في إنجلترا عن طريق الزواج والانحيازات الحزبية، ويتلاعبن بالانتخابات لجعل ماكبث أمينًا للصندوق وحاكمًا لمنطقة باث.
العرافات والقيم
تتضمن هذه المسرحية قيما اجتماعية وأخلاقية مختلفة، ونذكر على سبيل المثال:
- التأر
- الحب
- الوفاء
- الشرف
- الإنسانية